# Beni Marganín
Beni Marganín (en árabe: بني مرغنين‎, en rifeño: ⴰⵢⵜ•ⵎⴰⵔⵖⵏⵉⵏ, en francés: Bni Marghnine) es una comuna rural marroquí de la provincia de Driuch, en la región Oriental. Desde 1912 hasta 1956 perteneció a la zona norte del Protectorado español de Marruecos.